# 25. svibnja
25. svibnja (25. 5.) 145. je dan godine po gregorijanskom kalendaru (146. u prijestupnoj godini).
Do kraja godine ima još 220 dana.

## Događaji
- 1895. – Oscar Wilde osuđen na dvije godine zbog homoseksualizma
- 1903. – Petar Mišković dolazi u New York
- 1944. – počeo desant na Drvar
- 1957. – u SFRJ se počinje obilježavati događaj pod nazivom "Dan mladosti"
- 1965. – Muhammad Ali nokautirao Sonnyja Listona u borbi za prvaka
- 1995. – Masakr na Kapiji, zločin nad civilima Tuzle za vrijeme Rata u Bosni i Hercegovini.

| - 1803. – Ralph Waldo Emerson, američki filozof, esejist i pjesnik († 1882.) - 1868. – Dawid Janowski, rusko-francuski šahist († 1927.) - 1919. – Stjepan Tomičić, hrvatski novinar († 1999.) - 1921. – Jack Steinberger, američki fizičar njemačkog porijekla († 2020.) - 1929. – Beverly Sills, američka sopranistica († 2007.) - 1951. – Krunoslav Hulak, hrvatski šahist († 2015.) - 1959. – Tomislav Karamarko, hrvatski političar i 4. predsjednik HDZ-a - 1972. – Tardu Flordun, turski glumac - 1976. – Cillian Murphy, irski glumac - 1999. – Ibrahima Konaté, francuski nogometaš | - 1085. – Grgur VII., jedan od najznačajnijih papa (* oko 1020.) - 1681. – Pedro Calderón de la Barca, španjolski književnik (* 1600.) - 1862. – Johann Nestroy, austrijski književnik i glumac (* 1801.) - 1865. – Madeleine Sophie Barat, francuska svetica (* 1779.) - 1910. – Robert Koch, njemački bakteriolog (* 1843.) - 1917. – Maksim Bahdanovič, bjeloruski pjesnik (* 1891.) - 1919. – Madam C. J. Walker, američka poduzetnica (* 1867.) - 1943. – Karlo Ćulum, hrvatski franjevački svećenik (* 1885.) - 1972. – Asta Nielsen, danska filmska i kazališna glumica (* 1882.) - 1995. – Krešimir Ćosić, hrvatski košarkaš i trener (* 1948.) |

## Blagdani i spomendani
- Dan mladosti – jugoslavenski socijalistički blagdan u slavu rođendana Josipa Broza
- Sveti Urban I. i Grgur VII.
- Urbanovo